# Partido Naserista Democrático Árabe
El Partido Naserista Democrático Árabe (en árabe: الحزب العربى الديمقراطى الناصرى‎ Hizb Al-'Arabi Al-Dimuqratiy Al-Nassiri) es un partido político naserista de Egipto, que se presenta como sucesor ideológico del antiguo partido Unión Socialista Árabe del segundo presidente de Egipto, Gamal Abdel Nasser.
En las elecciones parlamentarias de 2000, el partido obtuvo tres de 454 mandatos. Sin embargo, en las elecciones de 2005 el partido no logró representación en el parlamento.

## Historia
Las liberalizaciones económicas y los cambios en la política exterior implementados por el sucesor de Nasser en la presidencia, Anwar el-Sadat, le restaron el apoyo de numerosos naseristas ideológicos a fines de los años de 1970 y comienzos de los 1980. En 1980 se formó un grupo clandestino, el "Thawrat Misri" o "Revolución Egipcia". Después de su aniquilamiento por parte del gobierno qued´o en evidencia la participación en él de varios familiares de Nasser.
Los naseristas ideológicos gravitaron ya sea hacia el Partido Laborista o el Tagammu durante el resto de la década. Finalmente se les autorizó para crear, en 1992, un partido legal, el Partido Naserista Democrático Árabe, dirigido por Diya al-din Dawud.

## Plataforma
La plataforma del partido propugna:
- Cambios sociales hacia el progreso y el desarrollo.
- Defensa y libre despliegue de la voluntad nacional.
- Renuncia a la violencia y combate al terrorismo.
- Protección de las libertades públicas.
- Fortalecimiento del rol del sector público.
- Modernización de la industria egipcia.
- Desarrollo del sector agrícola.
- Fomento de la integración inter-árabe.
- Aseguramiento de atención médica libre de cargo para los ciudadanos.
- Promoción de la paz mundial.